# Park Narodowy Coiba
Park Narodowy Coiba (hiszp. Parque Nacional Coiba) – obszar chroniony położony na Pacyfiku w zatoce Chiriquí w prowincji Veraguas w zachodniej części Panamy. Jest wpisany na listę światowego dziedzictwa UNESCO. Obszar chroniony zajmuje powierzchnię 430 825 ha, z czego park narodowy ma 270 125 ha.
W parku znajduje się 38 wysp, z których największa jest Coiba (503 km²). Należy on do jednych z największych parków morskich na świecie. W uzasadnieniu wpisania Parku Narodowego Coiba na listę UNESCO można przeczytać: Osłonięte przed zimnymi wiatrami i niezagrożone wpływem El Niño, tropikalne wilgotne lasy na Pacyfiku zachowują wyjątkowy poziom endemii ssaków, ptaków i roślin z uwagi na trwającą ewolucję nowych gatunków. Jest to ostatnia ostoja pewnej liczby ginących gatunków, takich jak harpia gujańska. Zespół jest wyjątkowym laboratorium natury dla badań naukowych i służy jako pomost ekologiczny do strefy tropikalnej wschodniego Pacyfiku, mający kluczowe znaczenie dla migracji i przetrwania ryb pelagicznych i ssaków morskich.